# Уилям Хана
Уилям Денби „Бил“ Хана (на английски: William Denby „Bill“ Hanna, 14 юли 1910 – 22 март 2001) е американски аниматор, филмов и телевизионен режисьор и продуцент.
Неговите филмови и телевизионни анимационни герои печелят много привърженици по целия свят през голямата част на миналото столетие.
Има над 320 заглавия като продуцент (повечето от които в много серии) и повече от 250 като режисьор. Сред най-популярните герои на Хана са Том и Джери, Хъкълбери Хрътката, Мечока Йоги, Скуби-Ду, Семейство Флинтстоун, Смърфовете и други. Уилям Хана е един от основателите на популярното холивудско анимационно студио Хана-Барбера. Хана озвучава крясъците на Том във филмчетата „Том и Джери“.